# Andiparos
Andiparos (griechisch Αντίπαρος (f. sg.), auch in der Transliteration Antiparos, altgriechisch Ωλίαρος Ōliaros) ist eine kleine griechische Insel in der Ägäis, die zur Inselgruppe der Kykladen gehört. Der Name leitet sich von der Lage der Insel ab (andi- ‚gegenüber‘, Paros ‚Paros‘). Zusammen mit einigen unbewohnten Inselchen, unter anderem Despotiko und Strongyli, bildet sie eine Gemeinde in der Region Südliche Ägäis.
Die 35,090 km² große Insel ist von ihrer großen Schwesterinsel Paros durch eine knapp 1,5 km breite Meerenge getrennt; erreichbar ist Andiparos durch eine 10- bis 15-minütige Fährverbindung vom Hafen Pounda bzw. einer ca. 30-minütigen Bootsverbindung (allerdings nur im Sommer) vom Hauptort Parikia der Nachbarinsel Paros. Höchste Erhebung der etwa 12,5 km langen und bis zu 5,5 km breiten Insel ist mit 300 m der Profitis Ilias.
Im Norden der Meerenge zwischen Andiparos und Paros liegen mehrere Inseln, die aus der bis in die byzantinische Zeit vorhandenen und seitdem durch den ansteigenden Meeresspiegel überfluteten Landverbindung übriggeblieben sind. Auf dem nur 100 × 50 m großen Eiland Saliagos wurde die älteste bekannte Siedlung der Kykladen aus der Jungsteinzeit (etwa 4800 v. Chr.) gefunden. Heute einzig bewohnt ist die Insel Strongylonisi. Sie gehört der bekannten Reederfamilie Goulandris aus Andros.

## Bevölkerung
Fast alle Einwohner der Insel leben im gleichnamigen Hauptort mit einigen Geschäften und Tavernen an der zum „Kastro“ – der 1440 erbauten Burg – und dem ruhigen, an der Westseite der Insel gelegenen Sandstrand führenden Straße. Hauptsehenswürdigkeit ist die vom Anleger mit Bussen oder zu Fuß erreichbare Tropfsteinhöhle, die man über einen 90 m in die Tiefe führenden Treppenweg erreicht.
| Name           | griechischer Name       | 1920 | 1928 | 1940 | 1951 | 1961 | 1971 | 1981 | 1991 | 2001 | 2011 |
| -------------- | ----------------------- | ---- | ---- | ---- | ---- | ---- | ---- | ---- | ---- | ---- | ---- |
| Andiparos      | Αντίπαρος (f. sg.)      | 437  | 612  | 606  | 680  | 631  | 538  | 635  | 775  | 0979 | 1102 |
| Agios Georgios | Άγιος Γεώργιος (m. sg.) | *    |      |      |      |      |      |      | 11   | 0031 | 0025 |
| Kambos         | Κάμπος (m. sg.)         | *    |      |      |      |      |      |      | 14   | 0013 | 0049 |
| Soros          | Σωρός (m. sg.)          |      |      |      |      |      |      |      | 19   | 0014 | 0035 |
| Gesamt         | Gesamt                  | 543  | 612  | 606  | 680  | 631  | 538  | 635  | 819  | 1037 | 1211 |

- 1913: für Kambos und Agios Georgios werden zusammen 106 Einwohner angegeben.

Zur Gemeinde Andiparos zählen die unbewohnten Inseln Despotiko, Diplo, Kavouras, Revmatonisi, Strongyli und Tsimindiri.

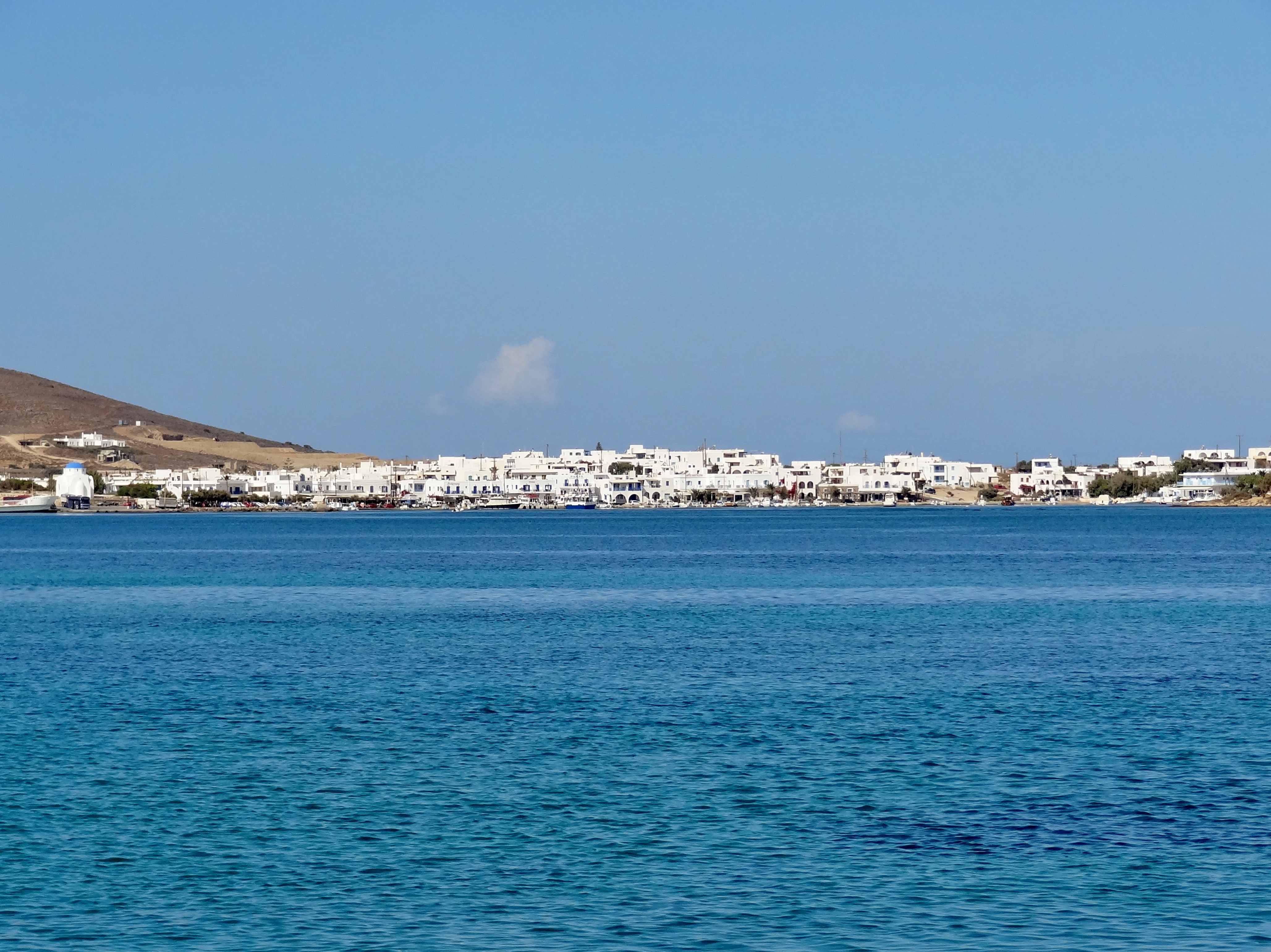
Ansicht von Meer auf Andiparos
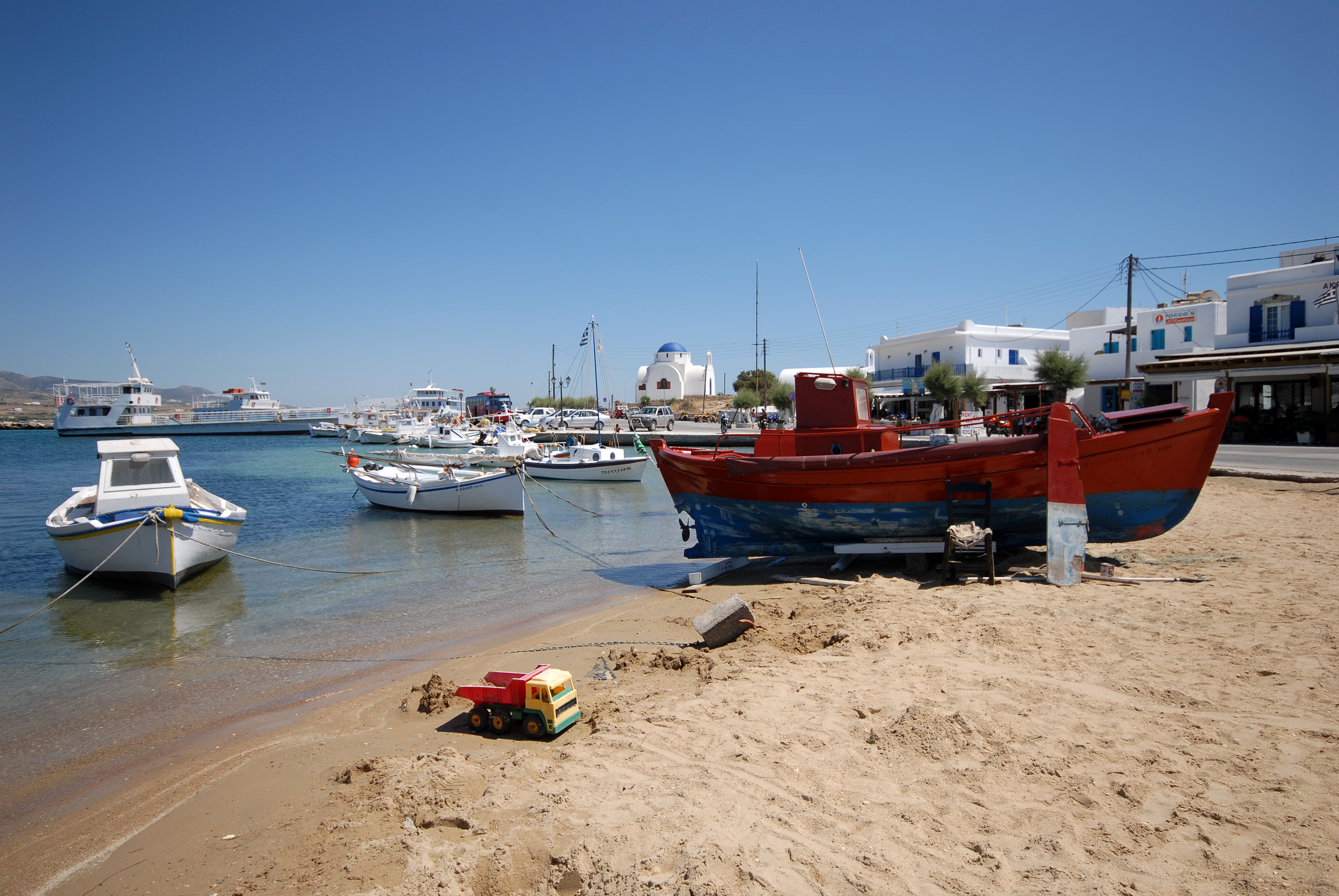
Fischerhafen von Andiparos
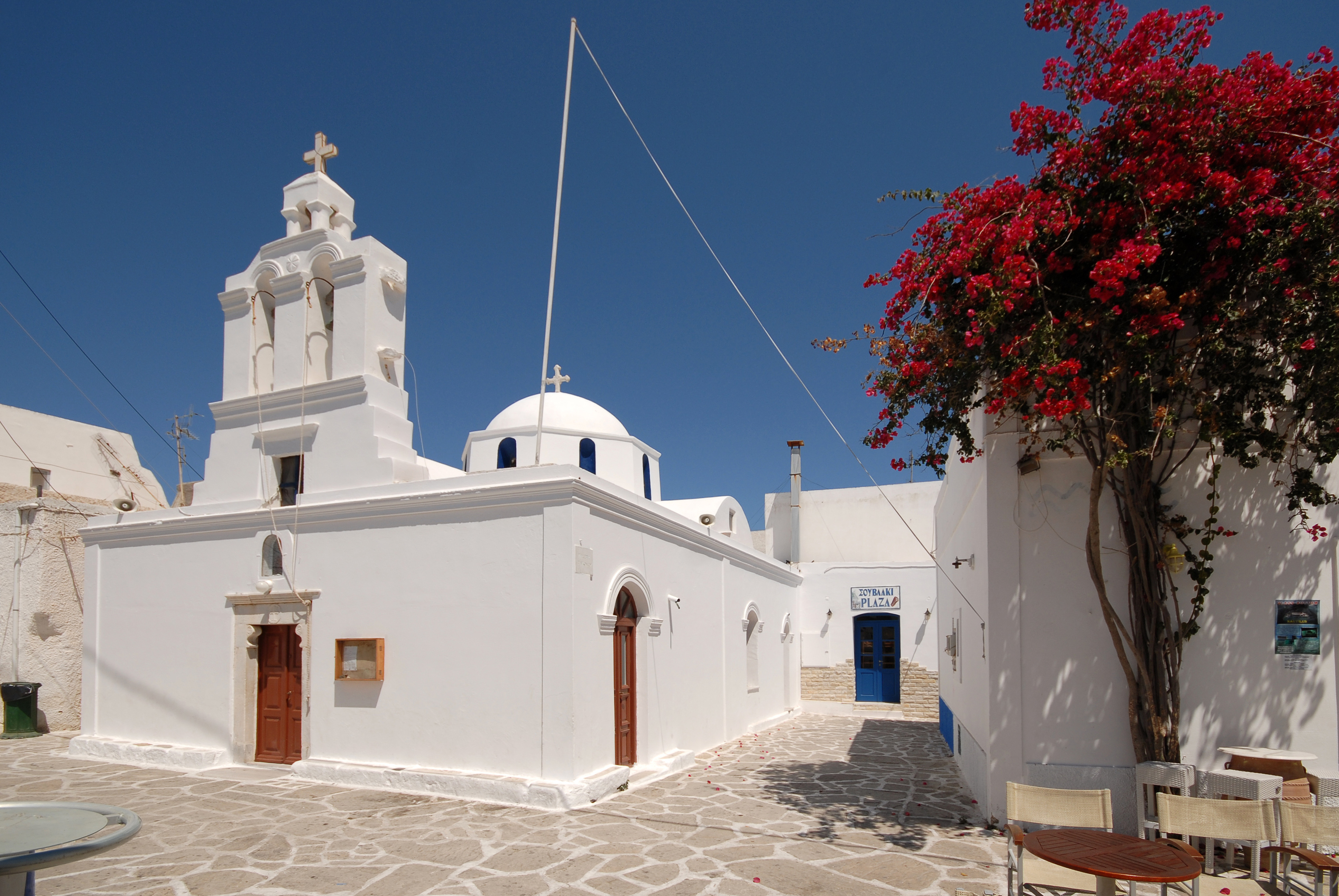
Plazza in Andiparos
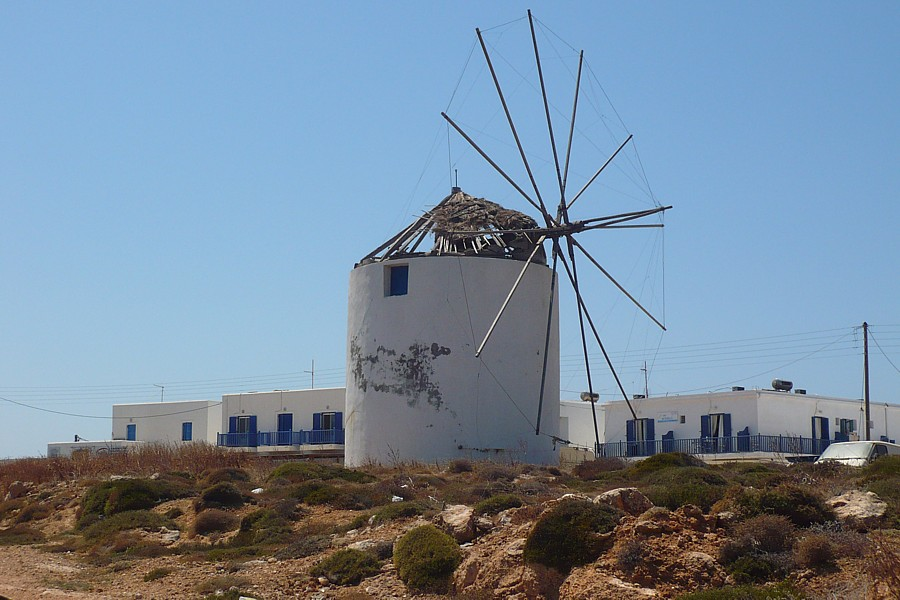
Traditionelle Windmühle